# Laurens Mets

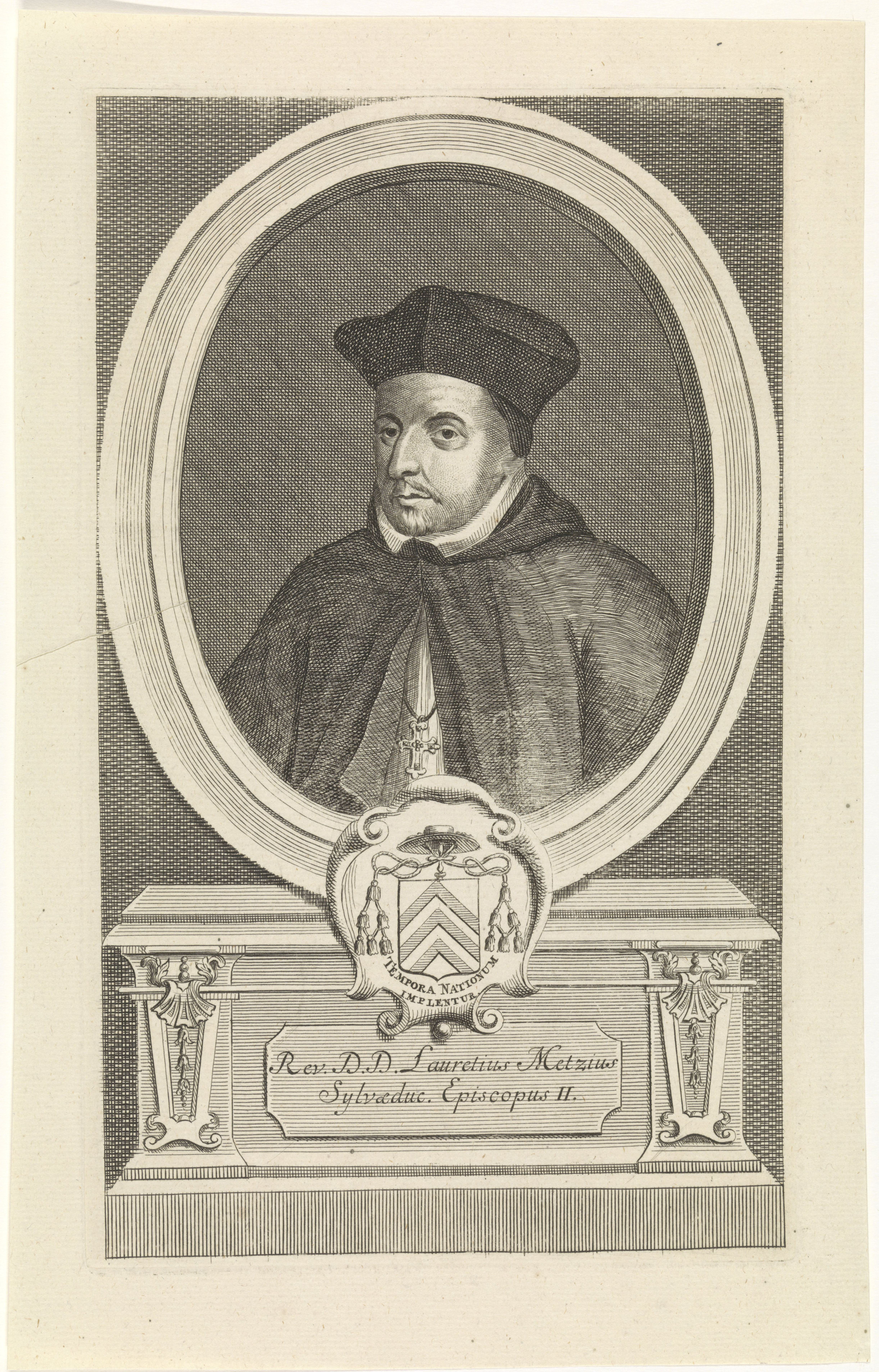

Laurens Mets (Geraardsbergen, ~1502 - Namen, 18 september 1580) was een Nederlands geestelijke en een bisschop van de Rooms-Katholieke Kerk.

## Leven
Na zijn studie aan de Oude Universiteit Leuven was Mets lector in de theologie. Hij werd pastoor in Deinze en enkele jaren later plebaan en kanunnik van het Sint-Goedelekapittel te Brussel. In 1557 verkreeg hij de positie van deken.
Filips II benoemde Mets op 16 november 1569 tot bisschop van 's-Hertogenbosch, als opvolger van Franciscus Sonnius, die tot bisschop van Antwerpen was benoemd. Deze benoeming werd op 13 maart 1570 door de paus bekrachtigd. Zijn bisschopswijding vond plaats op 23 april 1570 in de Sint-Michielskerk in Brussel. Hij nam als wapenspreuk: tempora nationum implentur (de tijd der volkeren zal worden vervuld).
In 1571 hield Mets een synode met als doel om de hervormingen van het Concilie van Trente door te voeren in het kader van de contrareformatie. Hij gaf in 1572 het Manuale pastorum uit. Ook bezocht hij door de reformatie 'bedreigde' gebieden om deze weer voor de katholieke kerk te winnen; dit betrof het Land van Heusden en Altena en de Bommelerwaard. Niettemin werd hij door paus Pius V van luiheid beticht. Vermoedelijk functioneerde hij niet geheel naar behoren. Ook de reden van zijn vertrek uit het bisdom in 1577 is niet geheel duidelijk.
Mets ging toen naar Namen, waar hij met een machtiging van de paus gedateerd 6 maart 1578 gerechtigd was bisschoppelijke functies uit te oefenen. Hij overleed aldaar in 1580 en werd begraven in het koor van de kathedraal.

## Geschrift
Metsius liet een interessante memorie na, waarvan de appendices handelen over de Tachtigjarige Oorlog en die wordt bewaard in de Koninklijke Bibliotheek van België (ms. 17329).